# Aurora Airlines (Slowenien)
Aurora Airlines war eine slowenische Charterfluggesellschaft mit Sitz in Orehova vas. Sie führte wöchentlich mehrere Flüge nach Deutschland und dem Kosovo durch. Im Frühjahr 2009 entzog die slowenische Luftfahrtbehörde der Aurora Airlines ihre Betriebsgenehmigung.

## Flugziele
Es wurden Ziele in Österreich, Italien, Slowenien, im Kosovo und in Deutschland bedient. In Deutschland wurden Düsseldorf, Hannover, München und Stuttgart angeflogen.

## Flotte
Die Flotte der Aurora Airlines bestand zuletzt im Frühjahr 2009 aus einem Flugzeug
- 1 McDonnell Douglas MD-82